# Permacultuur

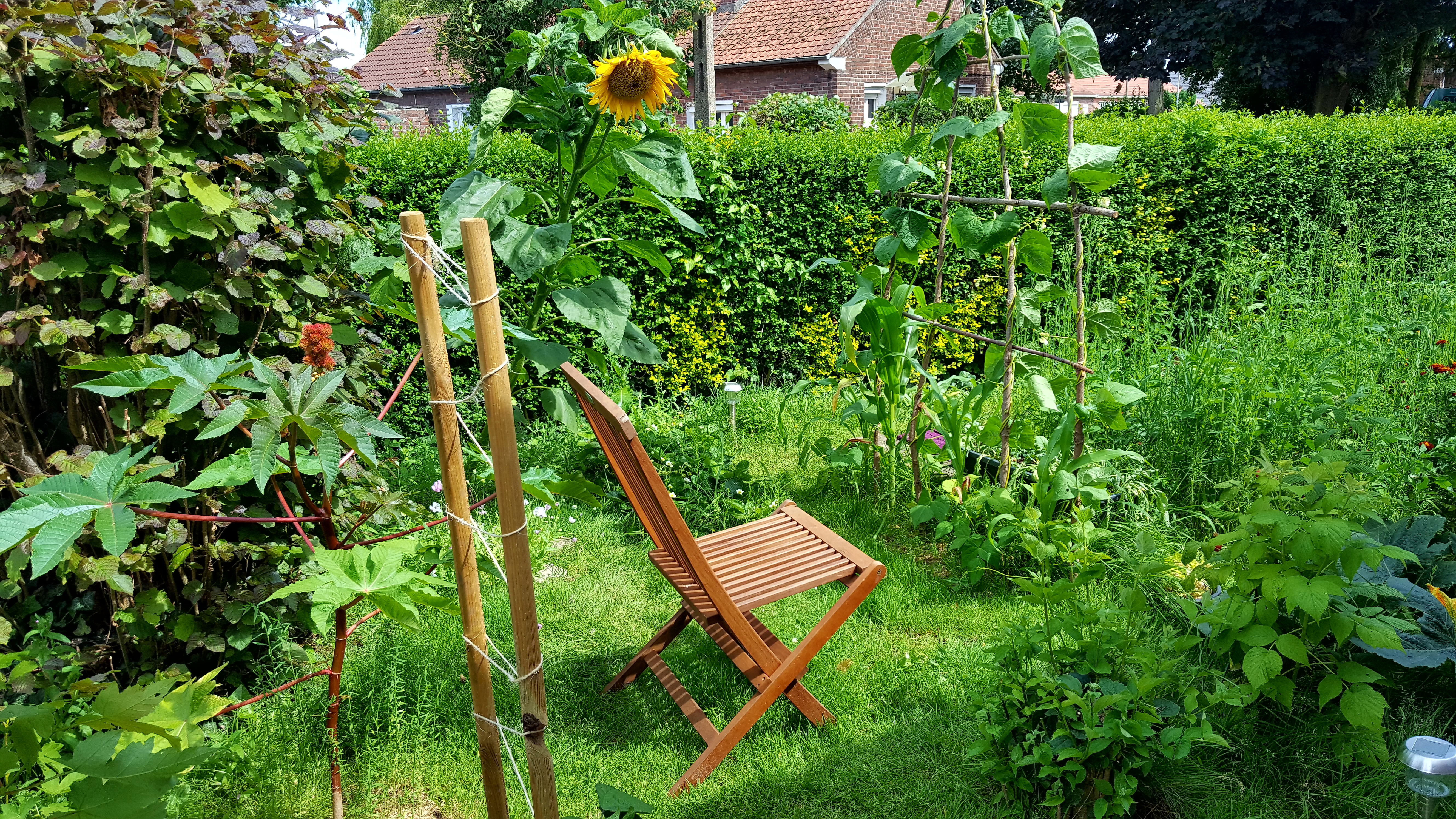
Een idyllisch voorbeeld van een permacultuurtuintje (2016)

Permacultuur is een agrarische methode waarbij naar voorbeeld van natuurlijke ecosystemen en oude/traditionele tuinbouwmethoden en op basis van met name symbiose, ethiek en ecologie een menselijke leefomgeving gecreëerd wordt die ecologisch duurzaam en economisch stabiel is.

## Beschrijving
Permacultuur is een ontwerpmethodologie, gebaseerd op een filosofie van werken met in plaats van tegen de natuur.
Het accent ligt bij permacultuur niet op op zichzelf staande elementen binnen een systeem, maar op hun onderlinge relaties en op een verstandige plaatsing en ordening ervan, volgens het beginsel dat het geheel meer is dan de som der delen.
Permacultuur houdt zich bezig met onder andere:
- voedselvoorziening;
- verbeteren van de waterhuishouding;
- productie van brandstof en bouwmateriaal;
- duurzame architectuur;
- het creëren van een sociale structuur;
- het herstellen van door de mens beschadigde landschappen;
- het creëren van een veerkrachtig systeem, dat onder andere bescherming biedt tegen mogelijk negatieve invloeden van de natuur.

## Methode
Permacultuur is een samengesteld begrip van de Engelse woorden permanent en agriculture en later verbreed tot (permanent) culture. Het begrip is in de jaren 70 aan de universiteit van Tasmanië (Australië) bedacht en doorontwikkeld door Bill Mollison en zijn student David Holmgren, om een oplossing te vinden voor een groot aantal problemen, zoals verwoestijning en bodemerosie, die de industriële monocultuur landbouw met zich meebrengt.
De resultaten van een diepgaande studie van natuurlijke ecosystemen en traditionele kleinschalige voedselproductiesystemen leidden tot een samenhangende ontwerpmethode die functies vervult voor de mens, bijvoorbeeld voedselvoorziening, met de veerkracht van een natuurlijk ecosysteem. Inspiratie werd gevonden in experimenten en methodes zoals Toyohiko Kagawa’s ‘forest farming’ in Japan in de jaren 30, de ideeën uit Water for Every Farm (1964) van de Australische P.A. Yeomans, het werk van Stewart Brand en ook Ruth Stout en Esther Deans (no-dig gardening) met als bekendste invloed Masanobu Fukuoka met zijn natural farming uit de jaren dertig in Japan. De ontwerpmethode leidde uiteindelijk tot zogenaamde ontworpen ecosystemen, ofwel permacultuur.

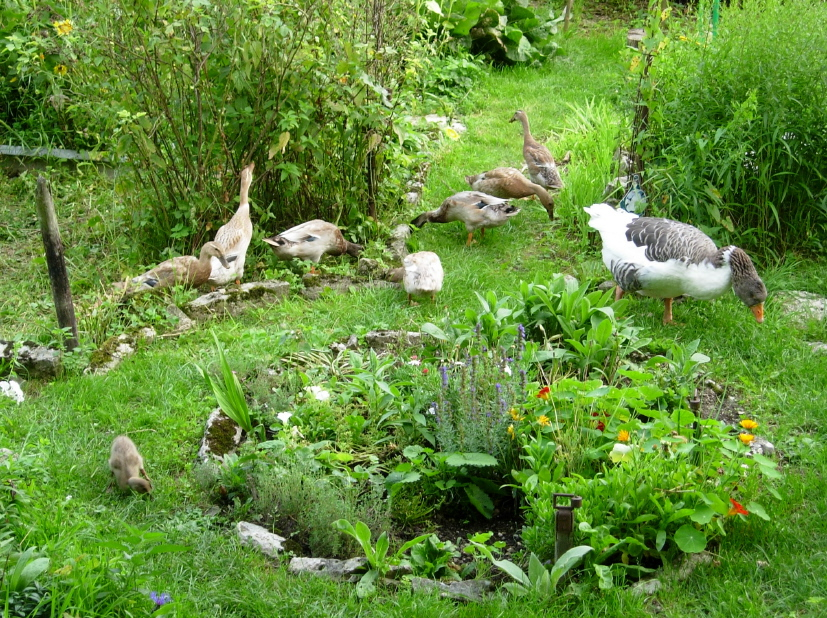
Permacultuur: eenden en ganzen als helpers (2006)

Permacultuur is vergelijkbaar met biologische landbouw, die zich ook baseert op ecologie, onder meer door het nadrukkelijk gebruikmaken van meerjarige planten (climaxvegetatie) en het ontbreken van wisselteelt, jaarlijkse grondbewerkingen (no-till-landbouw - Masanobu Fukuoka) en een polycultuur. In de praktijk is permacultuur echter meestal gericht op kleinschalige zelfvoorzienende landbouw, terwijl biologische landbouw meer commercieel productiegericht is, en in dit opzicht tussen permacultuur en de conventionele landbouw staat.
Een fundamenteler onderscheid ligt in de ethische reflectie die als onderlegger onder het hele systeem ligt. Daarbij heeft permacultuur als ontwerpmethodologie een breder toepassingsgebied dan alleen voedselproductie zoals bij de biologische of biologische-dynamische landbouw.

### Uitgangspunten
Permacultuur kent drie ethische principes, tien tot twaalf ontwerpprincipes, en heeft systeemdenken en denken in patronen als basis.

#### Ethische principes
Permacultuur gaat uit van drie ethische principes:
1. Zorg voor de aarde: met aarde wordt hier zowel letterlijk aarde als vooral de aarde in haar geheel bedoeld. Het uitgangspunt hierachter is de overtuiging dat al het leven op aarde bestaansrecht – een eigen intrinsieke waarde – heeft. Alle ecosystemen moeten zich kunnen ontwikkelen.
2. Zorg voor de mens: lijkt al inbegrepen in het eerste principe maar wordt toch apart benoemd. Dit principe benadrukt dat permacultuur een ontwerpsysteem is voor de menselijke leefomgeving. Het gaat om het ontwerpen van productieve systemen en de verschaffing van menselijke toegang tot hetgeen nodig is voor ons voortbestaan.
3. Eerlijke aandelen (vertaling van fair shares): is iets anders dan het in gelijke porties opdelen van de overvloed. Het principe zegt dat ieders verbruiksaandeel van de grondstoffen en hulpbronnen op onze planeet binnen haar grenzen moet blijven.

Het betreft drie principes die in eerste instantie eenvoudig te onderschrijven zijn. De dilemma's en daarmee het eigene van permacultuur ontstaat wanneer men deze drie principes met elkaar in overeenstemming probeert te brengen. Individuele keuzes en waarden, en lokaal-contextuele accentverschillen zorgen over de hele wereld voor andere uitkomsten. Permacultuur onderscheidt zich omdat ethiek het uitgangspunt is op basis waarvan besluiten ten aanzien van genoemde principes genomen worden. Permacultuur stelt geen dwingende regels, maar stelt ethische reflectie centraal.

#### Ontwerpprincipes
Verschillende permaculturisten hebben hun eigen ontwerpprincipes gepubliceerd. Zo ook de twee grondleggers van permacultuur: de tien principes van Mollison zijn meer toepassingsgericht en vooral praktisch bij het ontwerpen in de beginfase. De twaalf principes van Holmgren zijn meer basishoudingen, die meer bij het verder ontwikkelen aan bod komen.
De tien ontwerpprincipes van Mollison:
1. Relatieve locatie (de juiste plaatsing van elementen)
2. Elk element vervult vele functies
3. Elke functie wordt gedragen door vele elementen
4. Efficiënte energie planning (zone + sectoren)
5. De nadruk op biologische/hernieuwbare en lokale bronnen
6. Energie recycling, kringlopen op de plek zelf.
7. Intensieve systemen (stapelen in tijd en ruimte)
8. Met successie werken (versnellen opvolging en evolutie)
9. Diversiteit
10. Het effect van randen en overgangen ('the edge effect')

Daar voegde hij later nog twee gedragsprincipes aan toe:
11. Alles werkt twee kanten op.
12. Permacultuur vergt veel informatie en verbeeldingskracht.
De twaalf ontwerpprincipes van Holmgren:
1. Observeer en reageer
2. Vang energie op en sla deze op
3. Zorg voor opbrengst
4. Pas zelfregulering toe en accepteer feedback
5. Gebruik en waardeer hernieuwbare bronnen en diensten
6. Produceer geen afval
7. Ontwerp vanuit patronen naar de details
8. Integreer in plaats van afzonderen
9. Gebruik kleine en trage oplossingen
10. Gebruik en waardeer diversiteit
11. Gebruik en waardeer randen
12. Reageer creatief op verandering

Er zit een zekere overlap tussen beide en ze worden dan ook wel eens gecombineerd tot een set van vijftien ontwerpprincipes.
Naast de ethische en ontwerpprincipes, spelen het systeemdenken en denken in patronen waarbij het om een attitude gaat, een grote rol in permacultuur. Dit denken is meestal te herleiden naar systemen en patronen in de natuur.

#### Systeemdenken en denken in patronen
Systeemdenken komt uit de systeemecologie, een methode om complexe biologische systemen (ecosystemen) te doorgronden. Systeemdenken heeft oog voor de complexiteit binnen een ecosysteem en de onderlinge verbondenheid tussen de verschillende delen van dat systeem. Zo'n (eco)systeem, dat bovendien zelfregulerend ontworpen wordt, heeft bijvoorbeeld een in- en outputanalyse nodig. Want een teveel aan input creëert vervuiling in het systeem. Maar ook een teveel aan output is een probleem, want dat creëert afval. Het ecosysteem wordt hierbij beschouwd als een zwarte doos met invoer, uitvoer en terugkoppeling. Door vanuit de analyse invoer te veranderen en te kijken wat dat voor effect heeft op de uitvoer, kan een model gebouwd worden van hoe het ecosysteem het beste werkt. Het is mogelijk naar believen in te zoomen op een systeem, dat een collectie van kleinere systemen is. Systemen kunnen met elkaar verbonden worden tot weer grotere systemen. Een uitkomst van dit systeemdenken is de grote diversiteit die het binnen het systeem tot gevolg heeft.
Patronen ontstaan onvermijdelijk op het grensvlak van twee media. Door de druk op het grensvlak tussen de twee ontstaat een interactie met energieën die zich in de loop van de tijd op complexe (regelmatige, maar niet per se voorspelbare) vormen ontwikkelen. Zo zijn er de concreet zichtbare van een wiskundige schoonheid die overal in de natuur te vinden zijn; tot de meer abstracte patronen in tijd – zoals successie – en patronen in ruimte – zoals zones van gebruik. In permacultuur werkt de mens met de patronen mee en gebruikt het de kracht ervan, zoals de draagkracht van bogen of het ontstaan van niches op de randen van patronen.
Het denken in successie leidt er onder andere toe dat permacultuur (ook) andere eetbare gewassen inzet dan eenjarige gewassen die in de reguliere of biologische landbouw gebruikt worden, waarbij een permacultuurbedrijf altijd een groot deel van het land gebruikt voor meerjarigen en successie als gegeven ook inzet bij de indeling van het land.
Het gebruik van zones is een ander patroon dat terug te vinden in de indeling van het land of systeem:
- Zone 0; betreft het huis de centrale plek zelf.
- Zone 1; nabij het huis en keukenraam, privétuin, voor alles dat dagelijkse aandacht vraagt.
- Zone 2; de eerste grotere zone voor commerciëlere teelt, melkvee of kippen.
- Zone 3; voor de minder intensieve aandacht en bijvoorbeeld vaste beplanting en fruit.
- Zone 4; extensieve productie zoals graan, vleesvee, noten, hout.
- Zone 5; de wilde zone zonder menselijke interventie, waar de natuur haar gang gaat en waar verzameld kan worden.

### De praktijk

#### Analyse en ontwerp
Een permacultuurontwerp begint met het nauwkeurig observeren en in kaart brengen van een locatie en de gebruikers ervan. In de sectoranalyse worden abiotische factoren als licht, wind en neerslag onderzocht. Ook andere invloeden van buitenaf worden in een sectoranalyse meegenomen. De zoneanalyse geeft de tijd en energie weer die door de gebruikers wordt besteed op bepaalde afstand van het energiecentrum, ofwel de plek waar je het meest bent, het huis of de kas. Patronen in bodem, vegetatie, dierenpopulaties, cyclische ontwikkelingen en dergelijke worden in kaart gebracht. Naast de locatie-analyse vindt er ook een wensen- of doelen-analyse plaats die uiteindelijk de doelen voor de te ontwerpen locatie formuleert. Door vervolgens de slimme plaatsing van elementen, het laten vervullen van essentiële functies door meerdere elementen en het gebruiken van elementen met meerdere functies (biodiversiteit) wordt een ontwerp met optimale opbrengst en veerkracht gemaakt. Educatie van gebruikers is een essentieel onderdeel van een goed permacultuurontwerp. In landen als Nederland is het belangrijk om het permacultuurontwerp zo te maken dat er veel zon wordt ingevangen en dat sterke winden worden omgeleid. Maar ook dat er nagedacht wordt over een optimale wateropvang en -behoud.

#### Grondbewerking en mulchen
Een speciale rol is weggelegd voor de bewerking en verbetering van de grond. Aandacht voor bodemstructuur en bodemleven leiden tot de no-till-aanpak, wat betekent dat de grond niet wordt gekeerd. Dit in tegenstelling tot de conventionele methode waar bij het jaarlijks spitten en ploegen van de bodem niet alleen de bodem losgemaakt en doorgewoeld wordt, maar ook de bodem daadwerkelijk omgekeerd wordt: de bovenste 20 cm komt op 40 cm diepte te liggen en de onderste 20 cm komt aan de oppervlakte te liggen. Daarmee wordt het bodemleven vernietigd en juist dit bodemleven zou juist voor een gezonde bodem met een mooie structuur moeten zorgen.
Een typisch permacultuur-gebruik is mulchen, het bedekken van de zwarte grond met organisch materiaal. Door de grond te bedekken met materiaal als bladeren, stro, dode plantenresten, zaagsel, etc. kan er geen licht bij de grond komen waardoor onkruid minder snel ontspruit en minder snel groeit. Daarnaast houdt het dode organische materiaal goed vocht vast, waardoor de bodem minder snel uitdroogt. In koude klimaten beschermt deze laag de wortels tegen vorstschade. Bovendien beginnen micro-organismen het dode organische materiaal te verteren en wordt dit omgezet in voedingstoffen voor de plant waar het omheen ligt. Mulchen heeft dus vele voordelen en het scheelt ook nog eens veel schoffelwerk.

#### Ontwerp en positionering van gewassen (niches, combinatieteelt en gildes)
Het denken in niches zorgt er voor dat we dingen altijd zoveel mogelijk in de juiste context gaan plaatsen: in de juiste relatie tot elkaar. Het betekent letterlijk zoiets als 'nis' of 'een plek waar iets kan zijn'. Het vraagt van de ontwerper een creatief oog om op de tuin plekken te gebruiken of te creëren. Het begrip combinatieteelt verwijst bijvoorbeeld naar het principe van multifunctionaliteit en gaat over het plaatsen van planten in relatie tot elkaar op vlak van 'functies' die ze voor elkaar kunnen hebben (zoals de functie van stikstoffixatie, of insecten aantrekken).
Gildes zijn een samenstel aan planten en struiken die elkaar versterken.

#### Creëren van microklimaten en andere handige toepassingen
Permacultuur kent kruidenspiralen en Hügelbedden en andere experimenten om micro-klimaten te creëren. Elke toepassing zal altijd pas na analyse van de omstandigheden en overweging van doelen moeten worden toegepast. Omdat principes anders dan regels uitnodigen tot experiment en zelf nadenken zullen er mogelijk steeds nieuwe ontwikkelingen ontstaan vanuit de permacultuurgedachte, zeker vanuit het principe van het microklimaat. De manier waarop vijvers in een ontwerp worden opgenomen is hiervan een ander voorbeeld.
Ook toepassingen als ippentractoren en droogkasten zijn door permaculturisten geadopteerde experimenten.

#### Beheer: plaagdieren, water, en voedselbossen
Plaagdieren: permacultuur werkt met de natuur mee en plaagbestrijding wordt zoveel mogelijk vermeden. Dit omdat het in de meeste gevallen symptoombestrijding is en niet het onderliggende probleem aanpakt. Een kanttekening is wel dat zogenaamde plaagdieren, zoals slakken en luizen in de natuur zwakke en zieke planten opruimen. Nu wil het dat onze gecultiveerde en veredelde groenten inherent vaak al zwakker zijn dan hun natuurlijke voorgangers.
Met swales worden in de permacultuur water reservoirs gecreëerd die hoogtelijnen volgen. Zo wordt water opgeslagen en erosie voorkomen.
Voedselbossen: de laatste decennia is het voedselbos in opmars. Een voedselbos is een vorm van boslandbouw, gekenmerkt door onderhoudsarme, duurzame, plantaardige voedselproductie op basis van bosecosystemen, waarbij fruit- en notenbomen, struiken, kruiden, wijnstokken en meerjarige groenten geïntegreerd worden en waarvan de opbrengsten direct nuttig zijn voor de mens. Een voedselbos bestaat uit meerdere lagen. Meestal worden de volgende lagen onderscheiden:
1. Boomlaag
2. Lage boomlaag
3. Struiklaag
4. Kruidlaag
5. Schimmellaag
6. Bodembedekker
7. Verticale laag (klimmers)

### Bredere toepassingen
Permacultuur is een breed begrip dat bijvoorbeeld ook sociale permacultuur dekt, met onder meer transitie-initiatieven, voorheen transition towns genoemd.
Een ander voorbeeld is economie bekeken door een permacultuurbril. Bill Mollison riep tijdens een permacultuur-ontwerpcursus in 1983: And now we have to become bankers.
Permacultuur betekent kijken naar het geheel, niet alleen het groene of alleen het economische, maar het geheel in samenhang bekijken en zo een onderdeel van de oplossing worden in plaats van een deel van het probleem.
Zo ontwerpen mensen met permacultuur hun sociale setting, hun tuin, een bedrijf, educatie of bouwen zij hun eigen huis. Dit kan omdat het uitgangspunt van de ethische principes helpt bij het kijken naar keuzes en dilemma's. De ontwerpprincipes lenen zich er voor om voor elk klimaat en omstandigheid een uitwerking te krijgen.

## België en Nederland

### Algemeen
In 1982 nodigde Sietz Leeflang van Stichting de Twaalf Ambachten Bill Mollison uit voor een reeks lezingen en workshops over permacultuur in Nederland. Samen ontwierpen ze een spiraaltuin op het terrein van De Twaalf Ambachten, Boxtel.
In de jaren 1990 hielden pioniers als Fransjan de Waard, Peter Peels, Marleen Kapteijn zich bezig met permacultuur. In 1995 startten Harald en Margit Wedig in Limburg de Sualmana Permacultuur Tuinen, het oudste voedselbos van Nederland.
De Waard en Leo Bakx startten in 2000 een website voor permacultuur in Nederland en Vlaanderen met regelmatige bijdragen van onder anderen Hans Carlier en Peter Bauwens. Ook bestond in die jaren de Permacultuur Nieuwsbrief.
Rond 2003 startte Douwe Beerda de website Permacultuur Nederland en Stichting permacultuur en ontstond de Permacultuurschool Nederland van Taco Blom en Ishi Crosby. Onder invloed van maatschappelijke thema’s zoals de Transition Towns-beweging, klimaatverandering, economisch/financiële en grondstoffencrisis ontwikkelde zich een zeer divers landschap aan professionele permaculturisten.
In 2009 werd bij Omslag in Eindhoven de documentaire Permacultuur in Nederland – ‘Introductie in een duurzaam ontwerpsysteem’ gelanceerd. De documentaire is het eindproduct van een jaaropleiding permacultuur in 2008: de film geeft uitleg over theorie en praktijk van permacultuur in Nederland. Er wordt een toelichting gegeven op de ethische principes van permacultuur (zorg voor de aarde, zorg voor mensen en delen van de overvloed) en er wordt ingegaan op het brede spectrum van de toepassing van permacultuur: het eetbare landschap, bouwen met natuurlijke materialen, waterzuivering, duurzame energie en de sociaal-economische aspecten.
In 2009-2010 onderzocht de Engelse kunstenaar Nils Norman met zijn project Eetbare Tuinen op twee locaties in Den Haag (Stadsboerderij Zuiderpark en Nut en Genoegen) de mogelijkheden van een bottom-up wijze van stedelijke planning die tevens duurzaam en ecologisch is.
In 2014 is een serieuze poging ondernomen om onderlinge verbindingen en samenhang in het Nederlands-Vlaamse permacultuurlandschap te bewerkstellingen. Een samenkomst in Antwerpen markeerde de oprichting van een website die alle permacultuur-activiteiten in het Nederlandstalige gebied in kaart zou brengen met een forum. Deze website kende sinds 2019 geen activiteit meer, maar er worden nog wel de activiteiten in het gebied altijd in kaart gebracht. Gedurende de samenkomst werd ook het jaarlijkse Permacultuurfestival en de oprichting van het Permacultuur Magazine geïnitieerd, beide waren vanaf 2015 actief. Hoewel aanvankelijk breed gedragen, worden deze activiteiten later door kleinere groepen gecontinueerd, wat overigens de verdere ontwikkeling van permacultuur–activiteiten niet belemmerde. Ook de door De Waard voorgestelde termen als permies of permanauten zijn nooit door de gehele gemeenschap gedragen begrippen. Nederland kent inmiddels een divers en rijk permacultuurlandschap variërend van particuliere initiatieven, tuinderijen tot voedselbossen, allen breed vertegenwoordigd in Facebookgroepen als Permacultuur en Praktische Permacultuur.

## Boeken en cursussen
Nieuwe ontwikkelingen gaan onder andere dieper in op voedselbossen (agroforestry) en agro-ecologie.

### Publicaties
Naast Tuinen van overvloed en diverse vertalingen van Engelse standaardwerken zijn er in het Nederlands taalgebied diverse boeken over permacultuur. Voorbeelden zijn: Tuin smakelijk (2015), Permacultuur van Appelboom tot Zeekool (2018) en Een natuurlijke moestuin met permacultuur (2019).

### Cursussen
Permacultuur kent een eigen scholingssysteem dat bestaat uit de Permaculture Design Course (PDC) en een docentenscholing. Beide worden met een internationaal certificaat afgerond. Sommige cursussen leggen het accent op het opdoen van praktische ervaring in het veld en andere meer op de theorie; bij de een is de sociale component of het bouwtechnische groot of ligt juist het accent bij de ethische basis.
Naast de PDC bestaan er ook diverse cursussen als introductie of gericht op deelaspecten.